# 東濟北郡
東濟北郡，中國北魏時設置的郡。

## 沿革
北魏孝明帝孝昌三年（527年），分濟州濟北郡肥城、蛇丘、穀城三縣置東濟北郡，治肥城（今山東省肥城市），仍屬濟州。
北齊文宣帝天保七年（556年），廢東濟北郡，穀城縣併入肥城縣，肥城、蛇丘二縣改屬濟北郡。

## 人口
- 東魏孝靜帝武定中（543年－550年），東濟北郡有2464戶、6678口。[1]

## 太守
- 祖鴻勳，范陽人，北魏孝莊帝建義元年（528年）除，不之官。[3]
- 鄭輯之，滎陽開封人，東魏孝靜帝初出任，天平四年（537年）卒官，帶肥城戍主。[4]